# Lâu Để

Ga Lâu Để

Lâu Để (tiếng Trung: 娄底市 bính âm: Lóudǐ Shì, Hán-Việt: Lâu Để thị) là một địa cấp thị của tỉnh Hồ Nam, Trung Quốc.

## Thành thị

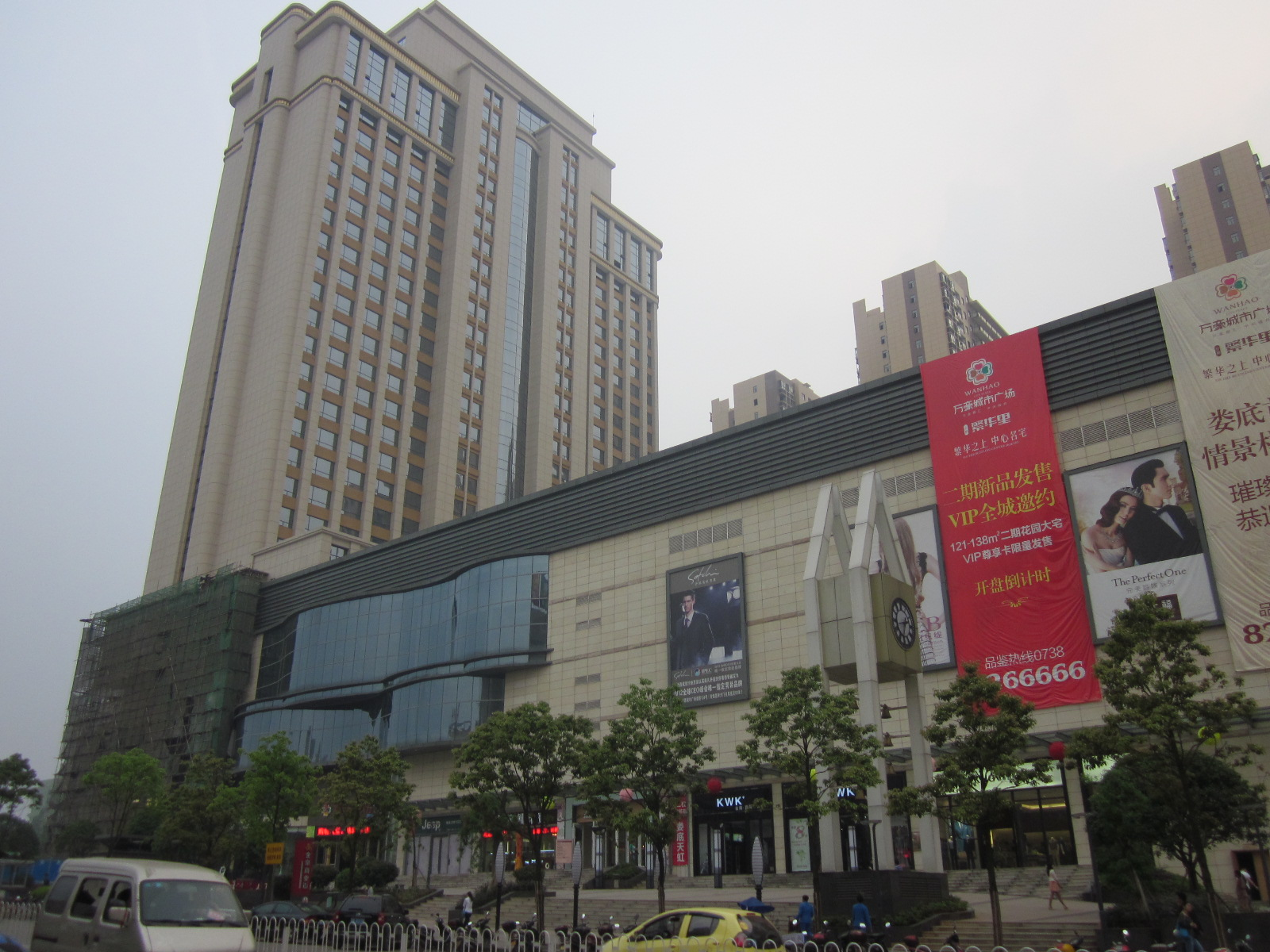
Lâu Để

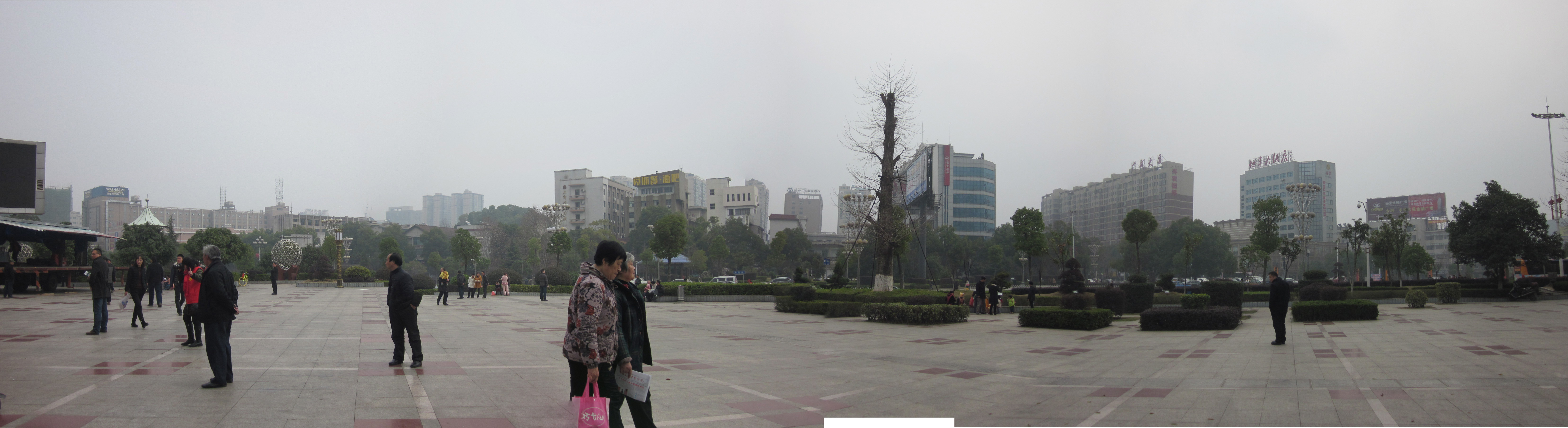
Quảng trưởng Lâu Tinh, Lâu Để

## Các đơn vị hành chính
| • Lâu Để (娄底市) | Lâu Tinh (娄星区) | thành phố cấp huyện Lãnh Thủy Giang (冷水江市) thành phố cấp huyện Liên Nguyên (涟源市) Tân Hóa (新化县), Song Phong (双峰县) |